# Qualificazioni al campionato europeo maschile di calcio 2000 - Gruppo 6

## Classifica
| Pos. | Squadra    | P.ti | G | V | P | S | RF | RS | DR  |
| ---- | ---------- | ---- | - | - | - | - | -- | -- | --- |
| 1    | Spagna     | 21   | 8 | 7 | 0 | 1 | 42 | 5  | +37 |
| 2    | Israele    | 13   | 8 | 4 | 1 | 3 | 25 | 9  | +14 |
| 3    | Austria    | 13   | 8 | 4 | 1 | 3 | 19 | 20 | -1  |
| 4    | Cipro      | 12   | 8 | 4 | 0 | 4 | 12 | 21 | -9  |
| 5    | San Marino | 0    | 8 | 0 | 0 | 8 | 1  | 44 | -43 |

## Risultati
| Arbitro: | Frisk |

|             |           |                  |
| Reinmayr 7’ | Marcatori | 68’ (rig.) Nimni |

| Arbitro: | Khusainov |

|                                      |           |                        |
| Egomitis 43’ Gogic 49’ Spoljaric 77’ | Marcatori | 73’ Raul 90’ Morientes |

| Arbitro: | Meese |

|  |           |                             |
|  | Marcatori | 55’, 61’ Cerny 74’ Reinmayr |

| Arbitro: | Khudiev |

|  |           |                                                                   |
|  | Marcatori | 16’ Revivo 18’ Nimni 32’ Mizrahi 58’ (aut.) Valentini 82’ Ghrayib |

| Arbitro: | Elleray |

|           |           |                           |
| Hazan 64’ | Marcatori | 65’ Hierro 78’ Etxeberria |

| Arbitro: | Onufer |

|                  |           |                                              |
| Selva 81’ (rig.) | Marcatori | 58’ Vastić 64’ Mayrleb 69’ Hiden 76’ Glieder |

| Arbitro: | McDermott |

|  |           |               |
|  | Marcatori | 40’ Špoljarić |

| Arbitro: | Beck |

|                                                          |           |  |
| Melanarkitīs 18’ Kōnstantinou 32’, 45’ Christodoulou 90’ | Marcatori |  |

| Arbitro: | Veissière |

|                                                                                   |           |  |
| 6’, 17’, 47’, 75’ Raul 30’, 44’ Urzaiz 35’ (rig.) Hierro 76’ (aut.) Wetl 84’ Fran | Marcatori |  |

| Arbitro: | Lică |

|                            |           |  |
| 11’ Banin 48’, 53’ Mizrahi | Marcatori |  |

| Arbitro: | Marić |

|  |           |                                                       |
|  | Marcatori | 20’ Fran 45’, 59’, 66’ Raul 49’ Urzaiz 72’ Etxeberria |

| Arbitro: | Vassaras |

|                                                                        |           |  |
| Mayrleb 24’, 53’ Vastić 42’, 44’, 84’ Amerhauser 71’ Herzog 82’ (rig.) | Marcatori |  |

| Arbitro: | Perry |

| |           |  |
| Hierro 8’ (rig.) Luis Enrique 22’, 68’, 70’ Etxeberria 25’, 45’ Raul 56’ Gennari 87’ (aut.) Mendieta 89’ | Marcatori |  |

| Arbitro: | Micheľ |

|                                                      |           |  |
| Berkovic 26’, 47’ Revivo 46’ Mizrahi 53’ Ghrayib 75’ | Marcatori |  |

| Arbitro: | Piraux |

|                   |           |                                      |
| Hierro 49’ (aut.) | Marcatori | 22’ Raul 56’ Hierro 88’ Luis Enrique |

| Arbitro: | Barber |

|                                         |           |                        |
| Egkōmitīs 27’ Špoljarić 53’, 86’ (rig.) | Marcatori | 31’ Badir 82’ Benayoun |

| Arbitro: | Kaplan |

|                                                                             |           |  |
| Benayoun 25’, 46’, 70’ Mizrahi 38’ Revivo 40’, 68’ Sivilia 84’ Abukasis 89’ | Marcatori |  |

| Arbitro: | Trentalange |

|                                                                         |           |  |
| Urzaiz 20’, 25’, 38’ Guerrero 33’, 42’, 56’ César Martín 82’ Hierro 88’ | Marcatori |  |

| Arbitro: | Bazzoli |

|                                  |           |           |
| Glieder 5’ Vastić 23’ Herzog 81’ | Marcatori | 63’ Kōsta |

| Arbitro: | Krug |

|                                         |           |  |
| Morientes 30’ César Martín 37’ Raul 51’ | Marcatori |  |

## Statistiche

### Classifica marcatori
11 reti
- Raúl

6 reti
- Ismael Urzaiz

5 reti
- Ivica Vastić
- Alon Mizrahi
- Fernando Hierro

4 reti
- Milenko Špoljarić
- Yossi Benayoun
- Haim Revivo
- Joseba Etxeberria
- Luis Enrique

3 reti
- Christian Mayrleb
- Julen Guerrero

2 reti
- Harald Cerny
- Eduard Glieder
- Andreas Herzog
- Hannes Reinmayr
- Panagiōtīs Egkōmitīs
- Michalīs Kōnstantinou
- Eyal Berkovic
- Najwan Ghrayib
- Avi Nimni
- Fran
- César Martín
- Fernando Morientes

1 rete
- Martin Amerhauser
- Martin Hiden
- Marios Christodoulou
- Kōstas Kōsta
- Siniša Gogić
- Vasos Melanarkitīs
- Yossi Abukasis
- Walid Badir
- Tal Banin
- Alon Hazan
- Nir Sivilia
- Andy Selva
- Gaizka Mendieta

autoreti
- Arnold Wetl (pro Spagna)
- Mirco Gennari (pro Spagna)
- Mauro Valentini (pro Israele)
- Fernando Hierro (pro Austria)